# Autophila garmsira
Autophila garmsira är en fjärilsart som beskrevs av Edward P. Wiltshire 1952. Autophila garmsira ingår i släktet Autophila och familjen nattflyn. Inga underarter finns listade i Catalogue of Life.